# Feleches
Santo Tomás de Feleches es una parroquia encuadrada en el área sureste del concejo asturiano de Siero, España. Se encuentra a una altitud media de 285 m s. n. m. (punto máximo a 348 en La Cigüeta y mínimo a 223 en La Vega). Su gentilicio es felechense / felechenses y cuenta con una población de 690 habitantes ( 366 mujeres y 324 hombres) (INE 2011). Su código de unidad poblacional es el 130000, y su código postal el 33518. 

## Geografía

### Toponimia
El nombre de Feleches procede de la palabra latina "filictum" (lugar en el que crecen los helechos) y, dado que este tipo de plantas son abundantes en gran parte de Asturias, no es infrecuente encontrarla formando topónimos del tipo Felechosa, Felechín o Feleches.
Existen numerosos topónimos de aldeas y lugares de la parroquia de Feleches que han ido cambiando a lo largo de los años dando lugar a errores y ambigüedades:[cita requerida]
- "Camino": Se trata de una incorrección[cita requerida] a la hora de intentar castellanizar el topónimo original de El Camín.
- "Ciruyana": Es preferible la forma tradicional de Ciruxana aunque se ha visto escrito también con "y".
- "El Casiyu": También es preferible la forma tradicional con dos "ii" e "y", El Casiiyu, como se recoge oficialmente.
- "El Moldano": Es quizá uno de los topónimos más antiguos de la parroquia aunque existe cierta ambigüedad[cita requerida] sobre si lo ha de preceder el artículo "El" (El Moldano) o, como recoge la XAT, solo Moldano.
- "El Picu Corrientes": Popularmente llamado El Picu (como se conoce al grupo de casas que se encuentran en su cara sur) aunque el nombre oficial de la elevación parece ser Picu Corrientes.
- "Navalín": Actualmente denominado Novalín parece provenir de la voz prerromana "naba" que significa "tierra llana", para ser más exactos "tierra sin árboles y llana, a veces pantanosa, situada generalmente entre montañas" (DRAE). De Novalín puede derivar también otro famoso apellido sierense como es Noval.
- "Nosti": Actualmente denominado Nuste (o Nustel) da nombre al principal arroyo que cruza de norte a sur la parroquia y en su forma original da lugar a un apellido bastante común en el concejo.
- "Riballes": En ocasiones escrito con "b", el topónimo antiguo se escribe con "v" y así lo recoge la Junta Asesora de Toponimia (XAT).
- "Sangriella": Un topónimo que puede observarse en algunos planos aunque la forma correcta es Sanriella.

Otro problema toponímico tiene que ver con las diferentes "quintanas" que aparecen en la parroquia lo que en ocasiones provoca confusión a los menos conocedores de la misma. Antiguamente esta ambigüedad se solucionaba indicando el lugar que ocupaban dentro de la parroquia o pueblo (La Quintana Adelante, La Quintana Tras, La Quintana d'Arriba) o adscribiéndolas a los pueblos o lugares donde se encuentran (La Quintana La Secá, La Quintana Cuyá, La Quintana'l Sol, La Quintana Trás, La Quintana Les Macarenes) aunque en la actualidad, y sin perjuicio de la representatividad los anteriores topónimos, la Junta Asesora de Toponimia (XAT) y los organismos oficiales determinan que La Quintana (de Novalín, es decir, la de Feleches) es la principal y más representativa de toda la parroquia.

### Límites
- Al norte: Con la parroquia de San Cristóbal de Collado. Por la falda norte del Picu Corrientes.
- Al sur: Con la parroquia de Traspando estableciéndose el río Nora como límite natural entre las dos parroquias (excepción del barrio de La Cigüeta que comprende una elevación al sur del río).
- Al este: Con la parroquia de Santa María de Lieres, igualmente delimitado por el cauce del río Nora que en este punto corre en dirección norte-sur.
- Al oeste: Con la parroquia de San Esteban de Aramil, sirviéndo como límite la carretera SI-10 (La Secada - Venta La Salve).

### Parroquia eclesiástica de Traspando
En los años sesenta, la parroquia eclesiástica de Traspando fue segregada de la de Santo Tomás de Feleches, adquiriendo cierta entidad administrativa. No aparece en el decreto del arzobispo de Oviedo de 27 de mayo del año 2001, de erección canónica de los arciprestazgos de la diócesis.
En los años sesenta, una parte del pueblo de La Secada fue anexionado a la parroquia de San Cristóbal de Collado por la vinculación y cercanía que algunos vecinos tenían con dicha iglesia,[cita requerida] una situación que se perpetuó[cita requerida] a nivel administrativo a la hora de consensuar los actuales límites de Feleches.[cita requerida]

### Núcleos de población y barrios
Los principales núcleos poblacionales de Feleches son Los Corros (en el centro de la parroquia), Novalín (con sus muchos barrios), y La Secada, este último dividido entre las parroquias de Feleches, Collao y Aramil. Los barrios de La Matuca, Sanriella y La Cigüeta se encuentran separados del resto del pueblo por la línea de ferrocarril de FEVE. 
- La Secada: La Secá, La Quintana La Secá (también conocida por algunos vecinos como La Quintana d'Arriba), La Ería La Llosa, La Llosa d'Abaxo, Ería Los Llanos, El Viescu, El Furu, El Castañeu, La Casuca, La Cuesta, Les Peñuques.
- Felechín: Felechín d'Arriba, Felechín d'Abaxo.
- El Xelán: La Reguerona, Barzaniella, El Pontón, La Vegona.
- La Cuesta: El Picu, El Picu Corrientes, La Cuesta.
- La Mata: La Carretera, La Mata.
- Nuste: El Corte, La Ería Nuste, La Portillona.
- Novalín: La Casa Baxo, El Mure, El Casiillu, El Matagüés, El Portón, El Prau de La Fuente, El Rebollón, La Ería Novalín, La Matuca, La Panerona,  La Retoral, La Quintana Novalín.
- Moldano: El Cementeriu, Moldano, La Carretera (en el tramo de la antigua N-634), Riñora (la parte perteneciente a Feleches).
- Sanriella: Sanriella (fue derruido a finales de la década de los noventa para dar paso a la autovía A-64 (Autovía Oviedo - Villaviciosa) para cuya construcción hubo que cambiar el curso del río Nora), La Presa, El Llendón, El Pozu La Güela (en la confluencia del río Riañes y el río Nora.
- La Cigüeta: La Cigüeta (un núcleo de casas habitadas situadas en un monte desde el que se divisa toda la parroquia), El Sucu, El Trechuru, La Pancholaya, Les Curuxes, Les Cueves, Les Mirones.
- El Camino: La Casona, La Llosa El Camín, La Vallina, El Camín d'Arriba, El Camín d'Baxo, El Camín, El Camín de Cuyá, Los Refugios.
- Los Corros: El Campu, El Cotayu, El Fontán, El Llusu, , L'Armayor, El Serraeru, La Muria, La Llosa Los Corros, La Quintana'l Sol, La Quintana Delante, La Quintana Tras, La Teyera, La Ferrería, El Praón, Formanes, El Pedreru, La Ciruxana, Les Escueles, Rivalles, Valdoria, La Tierrina, La Mata Grande.
- La Vega: , La Vega, Les Llenderes, Les Llamargues.

### Otros lugares
El Cantón, La Biesca, La Gallega, La Puente, Les Fontaniques.

### Cursos fluviales
- Río Nora: El contorno de la parroquia de Feleches está condicionado en gran medida por el río Nora, un afluente del río Nalón, que lo delimita de las parroquias de Santa María de Lieres y Traspando por el este y el sur respectivamente(excepto el barrio de La Cigüeta que se prolonga al sur del río).

- Arroyo de La Riega: Es el principal curso de agua que cruza Feleches por su parte oeste. Afluente directo del río Nora por el norte, parte del Pico de Castiello (438 metros) y de la fuente de La Rabona en Tabladiello, y fluye en dirección sur delimitando prácticamente las parroquias de San Esteban de Aramil y Santo Tomás de Feleches. Tras cruzar la carretera nacional a través de un pequeño tubo, y discurrir unos 150 metros (en parte soterrado), une sus aguas a las de la Fuente de Marcos en El Pontón, en un lugar que delimita los barrios de Felechín y El Xelán. A partir de aquí, cambia su nombre por el de Arroyo de La Reguerona, y sigue su curso en dirección sur hacia la Fuente de Barzaniella, La Vegona, La Vega y finalmente tras cruzar las vías de la línea de FEVE (Oviedo - Llanes) y la autovía A-64, termina desembocando en el río Nora. El Arroyo de La Riega se encuentra altamente contaminado al verter en él las aguas fecales un gran número de viviendas.

- Arroyo Nuste: El centro de la parroquia es atravesado por otro curso fluvial que ha sufrido importantes transformaciones en su cauce a lo largo de los años. Conocido popularmente como "El Riucu", en parte alta, este pequeño arroyo que fluye en dirección sur tiene dos nacimientos reconocibles:
  - Arroyo de Gordón: Recoge las aguas de El Cirgüellu y de la Fuente de Gordón. Tras pasar cerca del Lavadero de La Secá, una primera canalización lo conduce bajo la carretera AS-380 por detrás del polígono industrial de La Secá hasta un canal de piedra que bordea "La Finca del Xalé".
  - Arroyo de La Cuesta: Este otro arroyo recoge las aguas de Fuentemil (en la parroquia de San Cristóbal de Collao), La Cuesta y la cara este del Picu Corrientes.

Ambos arroyos unen sus aguas en La Cuesta y a partir de este punto, el Arroyo Nuste desciende en dirección sur y una vez cruzada la N-634 discurre canalizado debido a las obras de ampliación que tuvieron lugar en la factoría de Muebles Ornia que tuvieron lugar hacia el año 2000. El siguiente tramo, que va desde La Casuca hasta el Puente de La Mata, fue soterrado a principios de los años sesenta cuando comenzaron a verterse en él, a través de una tubería, los desagües provenientes de los barrios de La Carretera, La Quintana La Secá, El Viescu y La Casuca. En el tramo medio de su recorrido, el Arroyo Nuste adopta el nombre de "Arroyo de La Caleya", concretamente desde La Fuente de La Mata hasta el Lavadero de Nuste, en una zona de vega que comprende La Ería Nuste. Finalmente, tras curzar el Pontucu de La Ciruxana, desemboca en la ribera norte del río Nora, en una zona inundable actualmente muy degradada por la maleza descontrolada, la falta de saneamiento y los vertidos ilegales, así como alterada por el paso de la vía de FEVE y la autovía A-64.
- Riega Les Mirones: Delimita la parroquia de Feleches por el sur en el saliente de La Cigüeta y desemboca directamente en el río Nora a la altura de la depuradora de aguas de Rivalles.

En los pastizales que comprenden La Eria Los Llanos, ocasionalmente y en los meses de más lluvia, se forma una pequeña laguna natural que desagua subterráneamente en los dos arroyos, al este, hacia una zona también inundable conocida como La Ería Nuste en el barrio de La Mata, y al oeste hacia Fuente de Marcos y el cauce de La Reguerona.

### Montes y pastizales
- Picu Corrientes: Elevación con forma cónica situada íntegramente en la parroquia de Feleches y cubierta por un bosque de robles y castaños. En su cima, situada a 342,28 metros de altura, se encuentra un depósito de aguas y unas antenas de telecomunicaciones visibles desde buena parte de la parroquia.
- Monte de La Cigüeta: Se trata de una elevación boscosa al sur del río Nora orientada en dirección norte-oeste. En su cima, situada a 348,17 metros de altura, se localiza el barrio de La Cigüeta al que se accede desde Espineres (Lieres). La mayor parte de este monte la ocupa un espeso bosque de robles y castaños aunque en su parte más alta predominan los pastos vinculados a las caserías de la zona.
- Ería de Los Llanos: Se trata de un conjunto de pastos, parcialmente inundables en los meses de lluvias, que se extienden al sur del barrio de La Quintana y que lo delimitan con los barrios de Felechín (este), La Mata (oeste), y La Casona y Camino (sur).
- Ería de La Llosa: Se trata de otro pastizal de menores dimensiones que se encuentra situado entre los barrios de La Secada y La Quintana. Consiste en un promontorio completamente plano que alberga diferentes propiedades dedicadas al pasto de ganado bovino. En la finca principal "La Llosa", se encuentra una central fotovoltaica de reducidas dimensiones.
- Ería de Nuste: Comprende las praderas situadas al norte del Lavadero de Nuste.
- Ería de Novalín: Situado en el pueblo de Novalín entre El Cementeriu (Moldano), Casa Baxo y El Portón.
- Ería de Los Corros:
- Ería de El Camín:
- Praderes del Matagües:

### Flora y fauna
- Flora: Feleches se localiza en una zona de valle con contornos suaves donde prevalecen los pastos que se ordenan en un sistema de "campos cerrados" delimitados por las tradicionales "sebes" formadas por ligustrum vulgare, rubus ulmifolius (morera), ortiga, helecho y algún que otro árbol grande. No obstante, existen en la parroquia algunas manchas boscosas en los altos de La Cigüeta y El Picu Corrientes con abundancia de flora autóctona como robles, castaños, abedules y avellanos, así como las características hayas y alisos (humeros) en las riberas de los arroyos y del río Nora.

- Fauna: Hasta el siglo XX el retroceso de la fauna autóctona felechense ha sido una constante debido a la presión de la actividad humana (caza, destrucción de hábitats naturales, venenos, etc.). Sin embargo, la decadencia de las prácticas agrarias junto a la activación de políticas medioambientales han propiciado el regreso de diferentes especies salvajes como los corzos y los jabalíes que desde los montes de Traspando comienzan a frecuentar la parroquia junto a diferentes tipos de rapaces como el ferre (azor) y la curuxa lechuza. También otras aves como el cuervo y la pega (urraca) así como algunos pequeños mamíferos como el raposu (zorro), el melendru (tejón), el erizo o el esperteyu (murciélago) y roedores como el ratón, el topo común y la ratatopo. En los muros y las sebes, el escalagüerzu (lución) y diversos tipos de lagartijas, en las zonas húmedas y sombrías, la sacabera (salamandra) y el sapu, en las fuentes y "llamargues", tritones, culebras y ranas, en los pastizales, la víbora, y en el río Nora, anguilas, truchas y cangrejos de río.

## Economía

### Agricultura y ganadería
Feleches es una zona agrícola y ganadera, especialmente activa hasta la década de los noventa donde destacaban las erías agrícolas de Llanos, Novalín, El Camín, Nuste y Los Corros. Estas actividades se han visto mermadas por la falta de renuevo generacional y las bajas expectativas económicas del trabajo en el campo. En la época dorada de la horticultura (años 80 y 90) prosperaron en Feleches numerosos invernaderos como los de El Camín, Los Corros, Casa Baxo, etc. algunos de ellos aún en producción. Sin embargo, en la actualidad, la actividad agrícola se reduce a pequeñas huertas dedicadas al auto abastecimiento (fabes, maíz, lechugas, tomates, cebollas, berzas, pimientos, etc.) de las casas y la ganadera al mantenimiento de los pastizales con una o dos vacas, también para la subsitencia (matanza o leche) o la venta esporádica en el mercado de ganado de La Pola de Siero. Vinculado al sistema tradicional de la casería asturiana aún sobreviven en Feleches algunos viejos manzanos de patrón franco como vestigios de las pequeñas pomaradas que salpicaban los pastos de la parroquia (Ería de La Llosa, Ería de El Camín, etc.), sin embargo, en los últimos años se han venido replantando algunas pomaradas con variedades autóctonas de manzana de sidra como las de la Llosa d'Abaxo (La Secada), La Matuca, Los Llanos, mientras que otros frutales como pescares, cerezos, higueras, perales, guindales o nogales crecen en los pastos y jardines de las casas.

### Industria
Desde los años sesenta el sector industrial ha ido ganando terreno, localizándose principalmente al norte de la parroquia en el pueblo de La Secada. Su principal industria, los muebles, estaba representada por dos fábricas, ambas en este último pueblo, de las cuales actualmente solo permanece en actividad una, pudiendo considerarse una de las principales empresas ebanistas del centro de la región. Sus instalaciones, situadas en la entrada este del pueblo (entre La Secada y La Cuesta), entraron en funcionamiento en 1964 y desde entonces no han dejado de ampliarse cada diez años con sucesivos anexos (1974, 1984, 1994). La última ampliación, la más ambiciosa estuvo prevista en tres fases (2000, 2004 y 2007) y ha modificado notablemente el paisaje de La Secada.
El resto del tejido industrial se concentra en un pequeño polígono situado en la zona norte del pueblo y compuesto por un aparcamiento y una factoría de quesos que ocupa las antiguas instalaciones de una de las fábricas de muebles. También existe otra gran nave cuadrangular, antiguamente distribuida en varios espacios independientes, que daba cabida a un almacén de materiales de construcción, pero que actualmente constituye un almacén de lácteos. Otro pequeño núcleo industrial se encuentra a la entrada oeste del pueblo de La Secada, compuesto por una marmolería y un concesionario de automóviles. En el barrio de La Cuesta frente a la factoría de muebles se levanta otro almacén de materiales de construcción, y en Novalín otras instalaciones. Finalmente, al margen de la N-634 existen dos almacenes de piensos, uno en El Mure y otro en La Carretera.
Existían algunas serrerías en Feleches de las cuales sólo la permanece en activo la de La Quintana en Novalín.

### Minería
En la actualidad, no se considera a Feleches como una parroquia minera debido a que los únicos pozos que existían en El Toral y La Vega (llamada también de Retuertu) quedaron en territorio de Traspando después de su segregación. No obstante, rara era la casa de Feleches donde no hubiera uno o varios trabajadores en el sector de la minería, al menos hasta finales del siglo XX cuando en los años 80 y 90 la actividad del carbón comenzó a decaer hasta el cierre definitivo de todas las explotaciones existentes en Siero.
La minería en la parroquia de Feleches puede retrotraerse prácticamente a los orígenes mismos de la minería moderna en Asturias si atendemos a las descripciones hechas por el ilustrado gijonés Gaspar Melchor de Jovellanos durante su "3ª expedición de minas" el 21 de octubre de 1790 donde hace notar la existencia de cuatro "minas grandes", una de ellas en El Toral de lo que puede concluirse que no se trataba ya de meros "chamizos" donde los vecinos extraían carbón. A pesar de ello, la Guerra de la Independencia Española (1808-1814) afectó muy directamente a la industria del carbón en Asturias y no será hasta época isabelina (década de 1840) cuando, tras sucesivas leyes promotoras, comience a repuntar la actividad extractiva en Siero (Lieres, Arenas, Valdesoto, Feleches, etc.). Es este momento en el que se produce la incorporación de capital extranjero a través de figuras como la alteza imperial rusa gran duquesa de Leuchtember propietaria al menos desde 1851 de minas de carbón en los concejos asturianos de Siero, Bimenes, San Martín del Rey Aurelio y Langreo, que serían refundidos en 1867 en los llamados Coto Cruz y Coto Mosquitera, y aportados seguidamente a la sociedad D'Eichtal y Compañía predecesora a su vez de las fracasadas Compagnie Minière et Métallurgique des Asturies (1853) y Société Houillière et Métallurgique des Asturies (1884) absorbida finalmente esta última por la Sociedad Duro Y Cia. en el año 1906. Probablemente en este mismo año se inició la construcción de los edificios del Pozo Toral y el Pozo Aramil finalizados en el año 1912 época en la que entran en funcionamiento la nueva etapa de ambas explotaciones que quedaban unidas a través de una galería bajo que atravesaba el pueblo de Lamuño. La Sociedad Metalúrgica Duro-Felguera S.A. con sus pozos de Toral y Aramil aún en funcionamiento se integró en 1967 en la empresa estatal Hulleras del Norte S.A. o HUNOSA echando el cierre definitivo a principios de la década de 1970.
También existía algún arenero como el del Camino de El Pontón, explotado por los vecinos, incluso a veces incluso comercialmente, y otros dos areneros también en El Camín utilizados durante la guerra como refugios antiaéreos.[cita requerida]

### Energía

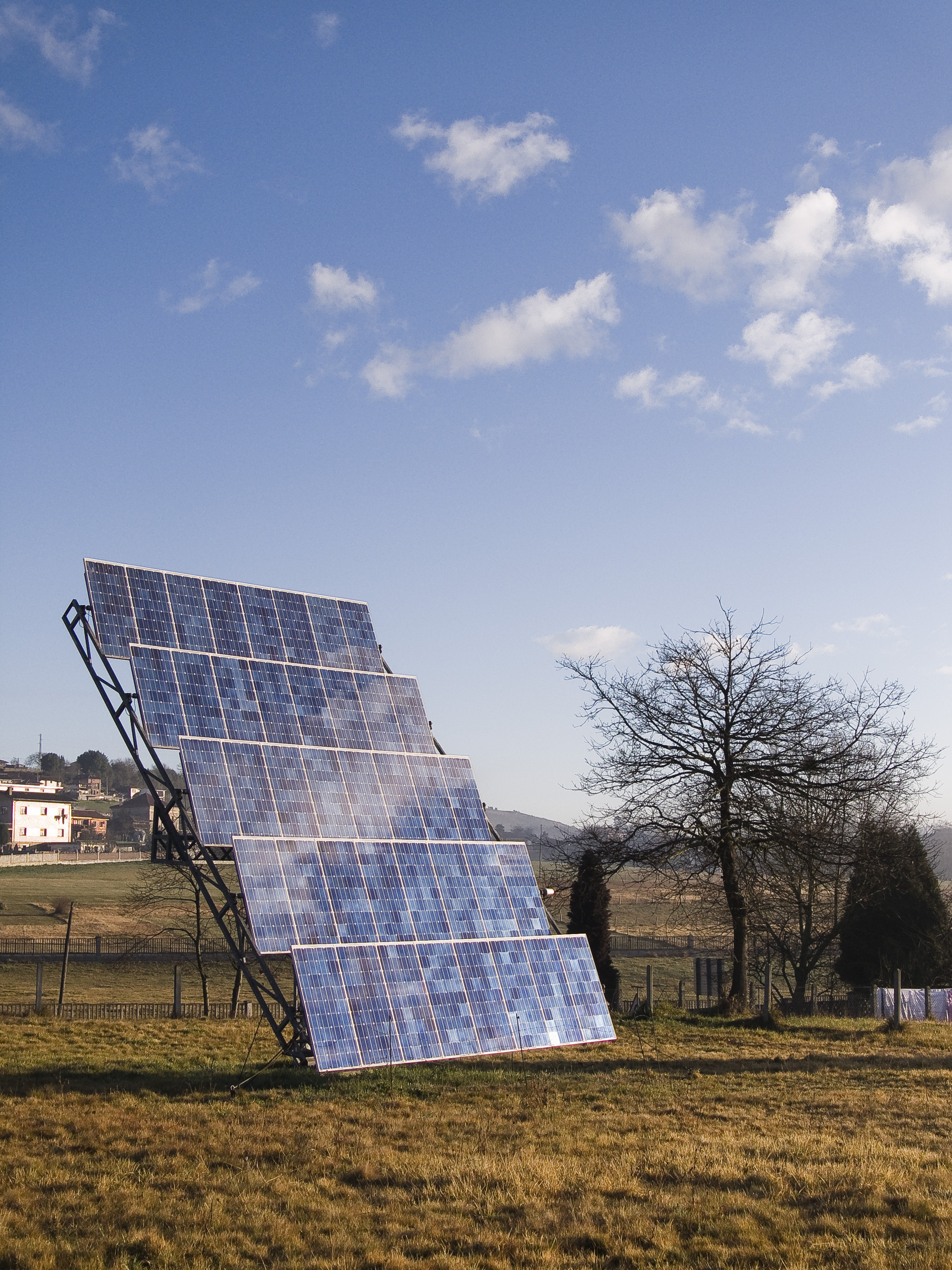
Panel Solar en La Llosa.

La Secá cuenta con una microcentral de energía solar instalada a finales de los años noventa del siglo XX en la Ería de La Llosa, entre los barrios de La Quintana de La Secada y la carretera N-634, desde donde es claramente visible. Se trata de una caseta de madera y un ingenio cuadrangular giratorio compuesto por un conjunto de 40 (8x5) paneles situados en plano incliando y en dirección sur.

### Servicios
Algunos de los "chigres" con más solera de la parroquia de Feleches han ido cerrando con el paso de los años. En la actualidad, perviven tan sólo un chigre y un restaurante en la antigua N-634 en el barrio de La Carretera (Moldano), y otro chigre en Los Corros.

## Historia

### Edad Media
Según consta en los archivos del Monasterio de San Pelayo (Oviedo), alrededor de 1150, doña Sancha Raimúndez, Infanta de Castilla y León, dona a don Rodrigo Muñiz y a su mujer la iglesia parroquial de Santo Tomás de Feleches (o Moldano como también se la conocía) y a la muerte de estos, en 1196, la titularidad recae en el citado monasterio.
La Crónica de Pero López de Ayala cita por primera vez a Feleches dentro de los territorios pertenecientes a Alfonso Enríquez, conde de Gijón y Noreña, donados por el rey Juan I de Castilla al obispo don Gutierre de Toledo en 1383 y 1384.

### Ilustración
El 21 de octubre de 1790, el ilustrado gijonés Melchor Gaspar de Jovellanos cruzó la parroquia de Feleches en su tercera expedición de minas donde hace referencia a la Mina de El Toral, actualmente en la parroquia de Traspando.
En enero de 1810, las tropas francesas del General Bonet pasaron por Feleches en su camino desde Santander a Oviedo, ocupando la capital del concejo desde 1811 hasta junio de 1812, fecha en la que abandonaron Asturias.
Feleches aparece en el Volumen VIII (FAB a GUADALAJARA) del famoso Diccionario geográfico-estadístico-histórico de España y sus posesiones de Ultramar publicado por Pascual Madoz entre 1846-1850 con la siguiente entrada:
"Felig.  en la provincia, partido judicial y diócesis de Oviedo (3 leg.), ayuntamiento  de Siero (1): SIT.  al SE.  de la cap.  del conc, en terreno desigual, con libre ventilación y CLIMA sano.  Tiene unas 180 CASAS repartidas en los l.  y cas. de Baldona, Cadaval, Calleja, Camino alto y bajo, Canto, Casiello, Casuca, Cicueta, Corros, Cotayo, Cuesta, Felechin, Ferreira, Gallega, Gela, Llanca, Matuea, Niviti, Novalin, Pedrero, Quintana, Robledal, Saurriella y Secada.  La iglesia parr.  (Sto.  Tomas), está servida por un cura de primer ascenso, y patronato laical.  También hay 2 ermitas, de las cuales una es propia del veciudad y la otra de un particular.  Confina el término N. feligresía de Collado; E. la de Lieres; S. la de Vigil, y O. la de Aramiel.  Le baña un pequeño r. que baja de la feligresía dé Lieres, aumentado con otro que viene de Sariego, y corriendo de E á O. se dirige á desaguar en el r. Nalon; abunda en truchas y anguilas, y tiene un puente de madera. Hay muchas tierras incultas en las que, y en algunos cerros, se crían robles, castaños y yerbas de pasto; hallándose en una sierrecita, confinante con Lieres y Valdesoto, minas de carbón de piedra, que no se esplotan por falta de medios. PROD.: trigo, escanda, centeno, maíz, castañas, habas blancas y otros frutos; hay ganado vacuno, lanar y de cerda; y caza de varias clases.  IND.  : la agrícola, POBL.: 182 veciudad, 734 almas, CONTR.: con su ayuntamiento  (V.)"

### Guerra Civil y Posguerra
Durante la etapa de la guerra civil española el pueblo de La Secá fue sede de un Comité Revolucionario organizado por obreros locales en uno de los edificios anejos al "Antiguo Ayuntamiento" que más tarde sería asediado por el Bando Franquista), conservándose hasta la fecha los restos de disparos en la fachada. En el pueblo de La Secá y hasta bien entrados los años setenta existía una gran actividad, instituyéndose como un importante centro dinamizador de la población local ya que contaba con tres bares (uno de ellos con bolera), dos pequeñas tiendas, el famoso Baile de La Pianola, además de un teatro (donde también se proyectaba cine), y un puesto de fielato (especie de aduana municipal para el mercado local de Siero) como bien recoge este testimonio de Benigno García Suárez:
"El control de los fielatos era inoperativo. Si el fielato de La Madera cerraba a las ocho de la tarde, los conductores de camiones y carros se avisaban y pasaban después de esa hora. O los brandys que desembarcaban en San Esteban de Pravia y se traían con destino a Sariego, donde apenas se graban los productos, y entraban en Siero, donde el primer fielato de esa zona estaba en La Secada. Teníamos un puertu francu."
También se sabe que durante la guerra civil española hubo sobre Feleches ataques antiaéreos ya que los vecinos se refugiaban de los mismos en dos minas de arena que había en El Camín en una zona conocida en la actualidad como Los Refugios y en la zona de La Cuesta en el pueblo de La Secada, bajando desde El Castañeu al Arroyo Nuste.

## Comunicaciones
Al encontrarse ubicada la parroquia de Feleches en una zona del valle central del Principado de Asturias un sinfín de comunicaciones (carreteras, vías férreas, líneas de alta tensión, macro conducciones de agua, red de saneamiento, etc.) la atraviesan y la afectan.

### A-64(AutovíaOviedo-Villaviciosa)
Se trata de la principal vía de comunicación que atraviesa la parroquia por su parte sur en dirección este-oeste causando un tremendo impacto medioambiental y paisajístico. Para su construcción se desvió en casi un 80% el curso del río Nora desapareciendo, a causa de la canalización, las zonas de baño de La Cueva y La Presa en Sanriella, y La Llendera y La Vega al sur de Los Corros, tan apreciadas por los "chavales" de Feleches en otros tiempos. Asimismo, se destruyó la vegetación, las tierras de cultivo, los pastizales y las arboledas de Sanriella, La Matuca, Novalín, El Rebollón, La Ciruxana, Valdoria, Rivalles, El Llendón, La Llendera y La Vega. También el patrimonio sufrió grandes calamidades con la desaparición de los núcleos de Sanriella y Valdoria junto con los dos molinos de grano que albergaban y sus respectivas presas, así como el antiguo Puente de La Vega que comunicaba por vía férrea el lavadero de carbón de la mina con la línea de ferrocarril de FEVE.
En junio de 1996 fue abierto el tramo entre Marcenao y Lieres de esta autovía, que en realidad consistía en un tramo de doble calzada con dos carriles para cada sentido, con características de autovía, hasta Lieres, convirtiéndose en una carretera normal, de un carril por cada sentido y sin calzadas separadas entre Lieres y Lamasanti, localidad del concejo de Sariego, que permitía aligerar el tráfico en dirección a Villaviciosa. Desde entonces, la tranquilidad y sosiego existente en las zonas citadas fueron sustituidas por el asfalto y el ruido de los vehículos, especialmente en la zona lindante con Lieres donde se construyó un viaducto que salva la N-634 y el propio río Nora, bajo el cual, en la actualidad, se perpetúa un vertedero ilegal de difícil erradicación.

### N-634(Santiago de Compostela-San Sebastián)
Esta antigua vía de comunicación que atraviesa Feleches en dirección este-oeste por su parte norte adquirió gran relevancia para la comarca desde que en el año 1860 fuera acondicionada al amparo del Plan Nacional de Carreteras, convirtiéndose en el gran eje vertebrador de la parroquia y principal carretera hasta la construcción de la autovía en los años noventa.
En 1967, la N-634 fue incluida en el Plan de Mejora de la Red de Itinerarios Asfálticos (REDIA) lo que causó un gran impacto en la zona norte de Feleches,[cita requerida] debido a las expropiaciones de terrenos en Feleches y el incremento de la intensidad del tráfico que a medida que la carretera se iba saturando, iba mermando en gran medida la calidad de vida de los vecinos (accidentes de tráfico, retenciones, ruidos, etc.). En esta remodelación se desdobló la carretera y se construyó otro puente más al sur sobre el río Nora en Moldano (entre Feleches y Lieres), quedando el antiguo en desuso pero conservándose en buen estado hasta el día de hoy. Como curiosidad cabe resaltar que una vez construido el nuevo puente (a finales de la década de los sesenta), una riada lo derrumbó el día de las Fiestas de la Salud de Lieres, de modo que mientras se reconstruía, el tráfico rodado se desvió de nuevo por el antiguo puente. También se modificó el trazado de toda la subida de la cuesta de Moldano, llevando la carretera un poco más al norte y en línea recta, mientras que el antiguo trazado de carretera, se conservó en buen estado y en la actualidad comunica la parte baja de Moldano con la parte alta y Novalín. Igualmente se modificó el trazado de la antigua carretera hacia el sur por la zona baja de La Cuesta, concretamente en la zona de El Mure y en la zona de La Secada se desdobló una curva y se realizó un gran cruce para enlazar la carretera N-634 con la carretera AS-380. Se realizan varios carriles de incorporación hacia las direcciones de Oviedo, Santander y Villaviciosa, de forma dejan “insuladas” dos grupos de casas entre la nueva y la vieja carretera, antes y después del cruce de La Secada. Finalmente, se modifica el trazado en la zona límite de La Secada (Feleches) y la parroquia de Aramil, que se lleva más hacia el sur, formando una recta en vaguada. 
Este nuevo trazado que cruza el Arroyo de La Riega, pasaría a ser considerado por la Dirección General de Tráfico en los años ochenta y noventa como uno de los “puntos negros” con más accidentes mortales, no sólo de las carreteras de Asturias, sino también de España. Esta grave situación por la que es conocida la carretera N-634 a su paso por Feleches, y más concretamente en la zona del oeste de La Secada, no mejorará hasta la disminución de la intensidad del tráfico con la apertura en junio de 1996 del tramo entre Marcenado y Lieres de la autovía A-64, y se mejorará, más aún, en el año 2002 con la habilitación del tramo de la autovía del Cantábrico de Lieres - Lamasanti.

### AS-119(“Y” deBimenes)
Vía rápida proyectada por el gobierno autonómico asturiano a principios del siglo XXI con el fin de comunicar la AS-117 Autovía del Valle del Nalón: Riaño - La Felguera - Lada - Sama de Langreo a la altura de El Entrego con la N-634 a la altura del Nava y la autovía A-64 (Autovía Oviedo - Villaviciosa a la altura de Lieres, atravesando el concejo de Bimenes. Este último enlace, mal llamado "Enlace de Lieres" está construido íntegramente en la parroquia de Feleches y ha supuesto un nuevo deterioro en las áreas anteriormente afectadas por la autovía, como La Matuca pero también en otras nuevas como en la ladera de La Cigüeta, además de un importante impacto paisajístico al observase los taludes de hormigón desde gran parte de la parroquia.

### AS-378(La Secada-Gargantada)
Antiguamente era la carretera provincial CP-268 hasta 1989. A partir de entonces era conocida como AS-249 hasta el año 2017. Esta carretera es el ejemplo tipo de que la parroquia de Feleches no existe en los indicadores o señales de carretera. La AS-378 debería denominarse (Feleches - Carbayín - Gargantada) y no como se denomina en la actualidad como carretera La Secada - Gargantada o incluso Lieres - Gargantada (que así aparece lamentablemente en algunas informaciones). Esta carretera atraviesa Feleches y Traspando de norte a sur por la parte central de las parroquias. Esta carretera local de 1º orden parte de la N-634 en el punto kilométrico 384 a la altura de la zona de La Cuesta (no de La Secada) y discurre en dirección sur por las parroquias del concejo de Siero de Santo Tomás de Feleches, Santa María de Traspando, Santa Marta de Carbayín, donde comunica con la carretera de la red local de 2º orden SI-11 (Valdesoto - Carbayín Bajo), Santiago de Arenas, donde comunica con la carretera de la red local de 1º orden  AS-324 (San Julián de Bimenes - Alto de La Cruz - Carbayín Alto) y con la carretera de la red local de 1º orden AS-323 (Vega - Tuilla - Carbayín) y San Juan del Cuto hasta desembocar, a la altura del Alto de Gargantada, en la Carretera Carbonera, AS-376 (Gijón - Sama de Langreo). En el año 2000, se construye un nuevo puente en Riballes sobre la línea de ferrocarril FEVE, sobre la autovía A-64 y sobre el río Nora

### AS-380(Villaviciosa-La Secada)
Antiguamente era la carretera comarcal C-638 hasta 1989. A partir de entonces era conocida como AS-113 hasta el año 2007 (como aún se indica, a día de hoy, en los paneles de señalización del cruce de la Secada) y como AS-267 hasta el año 2017 (como aún se indica en parte de la señalización aún no modificada de la carretera). Se ordena la construcción de esta carretera en las Juntas de la Diputación Provincial el 17 de noviembre de 1876 para unir la Villaviciosa con la capital asturiana, en donde, con el fin de evitar Pola de Siero, también se planificó otra carretera que uniera La Collada con La Secada, aunque finalmente nunca se llegó a construir. En La Secada enlaza con la N-634 a la altura del punto kilométrico 385. En los años setenta esta carretera autonómica es mejorada considerablemente en los trazados curvos (por ejemplo en la zona de El Repodrizu en Collado), con ampliación de los carriles de la calzada y un asfaltado aglomerado, dejando atrás el riego asfáltico.

### SI-10(La Secada-Venta La Salve)
Se trata de una carretera local que parte de la N-634 al oeste de la parroquia de Feleches y la comunica con la SI-8 (Pola de Siero - Bendición) a la altura de Venta de La Salve. Esta carretera que sirve como división a las parroquias de Feleches y Aramil, también comunica La Secada con La Vega de Aramil, Santa Eulalia de Vigil (Santolaya), Negales y La Venta La Salve, estas dos últimas núcleos pertenecientes a la parroquia de Valdesoto.

### El Camino Real
El Camino Real entra en la parroquia de Feleches proveniente de Lieres por la zona noreste (a la altura de Riñora). Cruza la carretera N-634 junto al Puente del Moldano, atraviesa Feleches de este a oeste pasando por El Moldano (al lado de la Iglesia de Santo Tomás de Feleches), Novalín (Casa Abaxo, La Quintana y El Portón), Nuste (el río Nuste), El Camino (por La Quintana Abaxo  y/o la Quintana Arriba) y finamente por El Felechín (Camino del Pontón) para desembocar en la parroquia de Aramil cruzando la carretera SI-10. Una variante de este camino atravesaba el barrio de La Secada mediante una calzada romana (posteriormente Calzada Real) que viniendo de San Esteban de Aramil descendía hacia el barrio de La Quintana La Secada, El Viescu, La Casuca, hasta cruzar un puente de piedra conocido como Puente de Les Peñuques, aunque por desgracia no se conservan vestigios de la misma.

### Camino deEl Pontón de la Piedra
Antiguo ramal del Camino Real que une las carreteras SI-10 y AS-378 pasando por la población de El Camino.[cita requerida] Este camino de origen romano estaba formado de grandes piedras y regodones y su nombre probablemente se deba a que en esa zona existía un antiguo puente que salvaba el desnivel de toda una zona de vega en la parte más baja del camino. Se sabe que en la antigüedad hubo un arenero en las inmediaciones de este camino así como un vertedero ilegal en el cruce con El Felechín en el que aún se aprecian vestigios de basura así como un cartel de prohibición. Durante la segunda mitad del siglo XX sufrió profundas transformaciones que ocultaron su anterior aspecto, con voladuras de explosivos de las antiguas piedras y sucesivos aportes de zahorra, El numeroso tránsito de vehículos agrícolas y turismos, unidos al efecto erosivo de las aguas pluviales fuero deteriorando gravemente su firme pero en mayo de 2012 se produjo una primera actuación en los 160 metros que median desde la carretera SI-10 y el Arroyo de la Riega consistente en: tubo para canalizar las aguas provenientes de la parroquia de Aramil desde una finca privada, cuneta de hormigón en su margen norte, nivelado con zahorra, muro de contención y canalización del curso de fluvial mediante un gran tubo. En la actualidad, el Ayuntamiento de Siero está estudiando completar la reparación de los 500 metros restantes durante el verano-otoño de 2012.

### PR AS-174 (Ruta Minera de Jovellanos)
Se trata de un Sendero de Pequeño Recorrido que repasa la ruta que siguió el ilustrado gijonés Gaspar Melchor de Jovellanos (1744-1811) en su visita a las minas de Carbayín, Feleches y Lieres (3ª expedición de minas) el 21 de octubre de 1790. La parte que discurre por la parroquia de Feleches corresponde al Tramo V (Lieres - Santaolaya de Vixil de la ruta, en el que se reproduce el camino que realizó Jovellanos desde Lieres para ir a almorzar a la casa de su primo Sebastián Vigil Jove Ramírez (en el palacio de San Esteban de Aramil) y que sigue algunos tramos del antiguo Camino Real. Este trayecto que discurre entre plácidos pastos y caserías entra en la parroquia por el barrio de La Matuca, atraviesa La Panerona, pasa por delante del Lavadero de Nuste, el El Camín, Los Refugios, el Cruce del Pontón y asciende por el camino del mismo nombre hacia la parroquia de San Esteban de Aramil. Seguidamente, y tras visitar los patrimonios y encantos de esta última parroquia, la ruta desciende de nuevo hacia la carretera SI-10 pasando por la capilla de San Pedro de El Xelán (a la altura del kilómetro 16.900 de esta ruta) y desciende hacia el Puente de La Vega, donde la ruta se desvía hacia la parroquia de Traspando para visitar los lavaderos de la Mina de La Vega (antiguamente perteneciente, junto con El Toral, a la parroquia de Feleches).

### Senda Peatonal delRío Nora
Popularmente conocida como "Ruta del Colesterol" (por la relación entre el ejercicio físico y la reducción de este tipo de lípido), se trata de una senda peatonal de aproximadamente 5 km de longitud que discurre paralela al río Nora desde Pola de Siero (El Molín) hasta Rivalles (Santo Tomas de Feleches). Fue auspiciada por la Confederación Hidrográfica del Norte (CHN) (hoy Confederación Hidrográfica del Cantábrico) poco después de la apertura de la autovía y construida a mediados de la década del dos mil. Esta obra participada por el Ayuntamiento de Siero y el Principado, se extiende en cuatro tramos:
- El Molín - Bergueres (2.500 metros): cuenta con sendas a ambas márgenes, unidas por un puente para vehículos y una pasarela peatonal, que bordea el embarcadero y la presa (en La Champanera) utilizadas por el Club Kayak Siero para la práctica del piragüismo.
- El Romanón - Recuna: (2000 metros): incluye seis pasarelas que atravesarán el río de un lado a otro para seguir el trazado del paseo, con cuatro áreas de descanso en los lugares más emblemáticos.
- Recuna - Rivalles (500 metros): deteriorado en su parte final por las obras del enlace de la "Y de Bimenes".
- Rivalles - Lieres (4.980 metros): planificado bajo los puentes y viaductos de la "Y de Bimenes". Se trata de la parte más larga de la senda, que incluye la restauración de áreas de interés medioambiental de una superficie en torno a 65.400 metros cuadrados, que se integrarán en el medio fluvial, aunque las nuevas obras emprendidas han modificado sustancialmente este proyecto.

### Ferrocarril Oviedo-Llanes-Santander
Al sur de la parroquia de Feleches, paralela a la autovía y al río Nora, discurren compartiendo vía las líneas interregional y regional de FEVE: R-2 Oviedo - Santander
y R-2a Oviedo - Llanes. El único apeadero de estas líneas en la parroquia de Feleches, el de Los Corros, se encuentra al sur del pueblo en la zona de Rivalles, bajo el nuevo puente de la carretera AS-378 sobre el río Nora y la autovía. Sin embargo, hasta los años setenta del siglo XX hubo una estación en La Vega (entre Feleches y Aramil) que también ha desaparecido y se sabe por diversos testimonios que la antigua Estación de Lieres tenía por nombre Estación de Moldano.

## Servicios

### Líneas eléctricas
- Línea de alta tensión (400 kV) Soto-Penagos: Pasa por El Toral (Traspando).
- Línea AT0  (220 kV) Soto – Puente de San Miguel: Con poco impacto en la zona habitables pues pasa por el sur de la parroquia en la zona de Les Llamargues, La Llendera, El Trave (Traspando), Valdoria y Sanriellla, etc., todas zonas deshabitadas).
- Línea AT (220 kV) Meres-Santander: Con un gran impacto ambiental en la zona central de la parroquia ya que pasa por las poblaciones y pastos de La Vega, Nuste, Novalín, etc.

### Conducciones de agua potable y saneamiento
- Cadasa por La Cigüeta, La Matuca, Novalín, Los Corros, etc.
- Colector interceptor Lieres – Pola de Siero. Proyectado para 2009, 2010, 2011 (actualmente paralizado sine die debido a la falta de partidas presupuestarias).
- Cooperativa de Aguas de Feleches, Collao y Aramil: realiza la captación, tratamiento y distribución de agua para núcleos urbanos de las tres parroquias de Siero. Red de aguas (cooperativa de aguas) que abastece a una población de derecho de 1.786 vecinos (1.692 abastecidos) de la parroquias de Aramil, Collado y Feleches (según el Nomenclátor de 2003). En la parroquia de Feleches los vecinos abastecidos por la Cooperativa de aguas y por barrios son las que siguen:
  - Novalín = 237
  - Los Corros = 164
  - La Cuesta = 4
  - La Matuca = 30
  - La Mata = 18
  - El Camín = 31
  - La Quintana La Secá = 37
  - Felechín = 9
  - Nuste = 28
  - Moldano = 53
  - La Secada = 71 (parte son de la parroquia de Aramil).

### Telecomunicaciones
En la cima del Picu Corrientes existen unas grandes antenas repetidoras de telefonía móvil que dan servicio a las parroquias de Feleches, Collado, Traspando, y parte de Aramil, Lieres y Sariego.

## Patrimonio

### Iglesia de Santo Tomás de Feleches
El edificio ha sido completamente reconstruido en estilo neogótico. En el interior se observan bóvedas de nervios. Dispone de un pequeño cabildo en el lateral derecho, cerrado sobre sí mismo. Sobre una sencilla espadaña luce hermosas campanas. De la primitiva fábrica se conserva parte de la portada en la que se pueden ver embutidos algunos elementos que se pueden considerar, en sus orígenes, como pertenecientes al estilo gótico flamígero. Son de destacar dos pináculos sobre el frontispicio. Otras piezas de noble talla son sus basas, fustes y capiteles.

### Capilla de San Pedro deEl Xelán
Situada en un pequeño alto en el barrio de El Xelán, esta construcción de planta basilical consagrada al apóstol San Pedro está datada en el siglo XVII como se puede comprobar en la campana que guardan sus propietarios y donde figura la siguiente inscripción: "San Pedro, María y José. Ora pronobis. Año de MDCLXIII". Forma parte de un conjunto tradicional compuesto por una casona que es buena muestra de la arquitectura rural asturiana de los siglos XVII y XVIII, con el escudo de armas de sus antiguos dueños en un lateral, un llagar y una espléndida panera.

### Escuelas de Los Corros
A la entrada de Los Corros se levanta este ejemplo de construcción civil proyectado por el Ayuntamiento de Siero a principios del siglo XX y encargada al arquitecto modernista Emilio Fernández Peña. Las escuelas fueron construidas en 1908 y presentan dos aulas rectangulares separadas por doble tabique (que antiguamente segregaban a los alumnos de ambos sexos) con tres vanos cada una y sótano.  En su cara norte, las escuelas cuenta con un magnífico soportal donde de madera con balaustrada y molduras de estilo modernista donde se sitúan las dos entradas. La cubierta es de doble vertiente longitudinal que contrasta con la cubierta transversal de dos viviendas anejas a ambos lados de la estructura (las casas de los maestros), que se componen de dos pisos con tres habitaciones inferiores y tres superiores.
En desuso desde mediados de los años ochenta, en 1993 comenzó a recuperarse por los vecinos siendo posteriormente restaurada, entre 2005 y 2007, por la Escuela Taller "Los Corros" y el Taller de Empleo "Los Corros" dependientes del FUCOMI (Fundación Comarcas Mineras) con la colaboración de la Consejería de Educación y Ciencia del Principado de Asturias y del Fondo Social Europeo. Reinauguradas en junio de 2008, actualmente representan el único edificio público del Ayuntamiento de Siero al servicio de los vecinos de Feleches.

### El Xalé

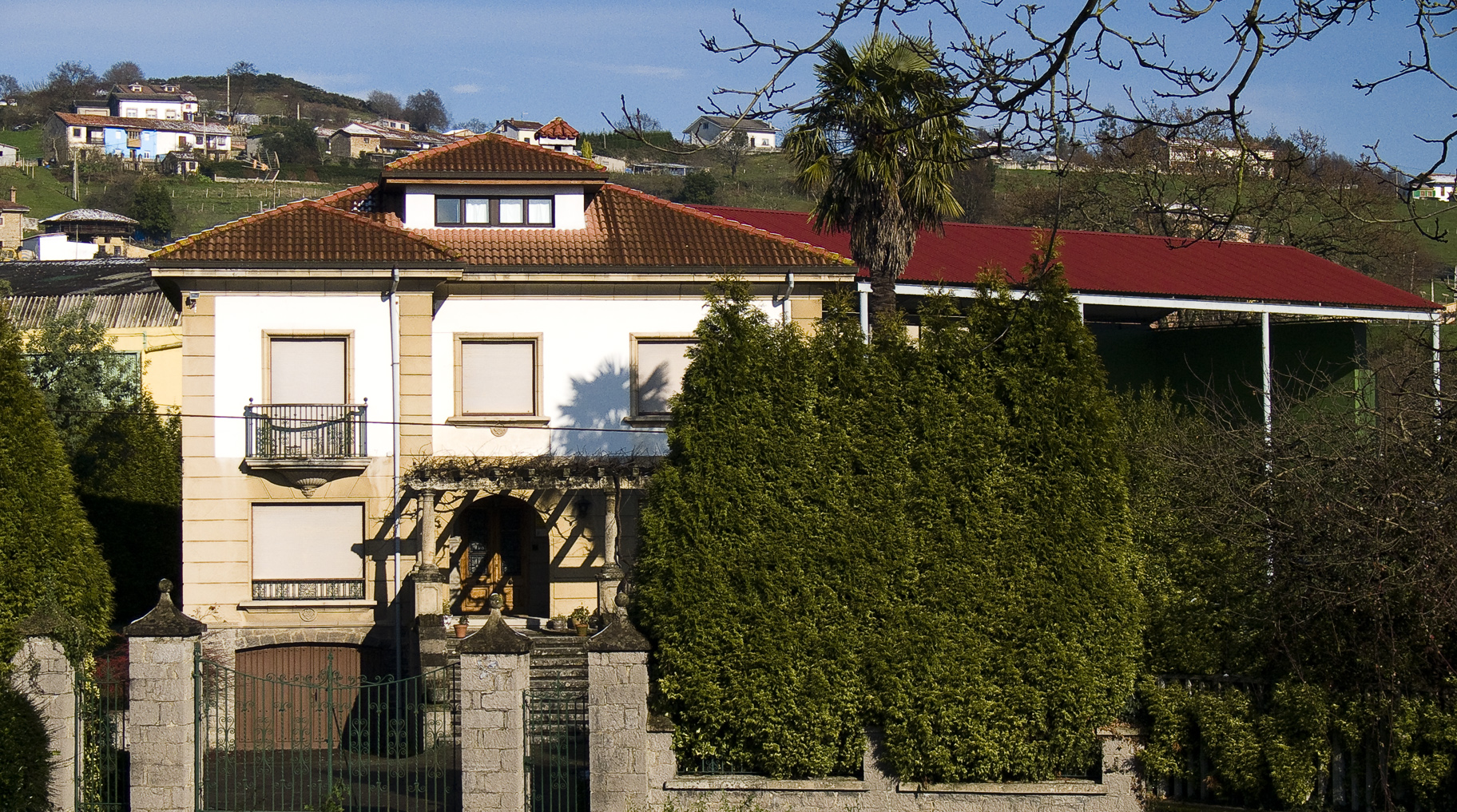
Casa Indiana y frontón.

En La Secada, a través de uno de los tramos muertos de la antigua carretera N-634 se accede a la entrada principal de un gran caseron, construido a comienzos del siglo XX por emigrantes mexicanos retornados a Asturias, y conocido popularmente como "El Xalé". Se trata de un edificio de estilo indiano tardío cuya estructura, de planta rectangular y tres alturas, se sitúa en el extremo oeste de una extensa finca (El Prau de Sindo) que cuenta con un pequeño jardín rodeado de altos abetos, además de la tradicional palmera, símbolo de este tipo de construcciones. El complejo se completa con un gran frontón de color verde, compuesto por dos muros de aproximadamente 10 metros de altura y techumbre roja de chapa, que representa una curiosidad en el paisaje al ser visible desde muchas partes del pueblo. Este frontón, restaurado a finales de los años noventa, es uno de los pocos que existen en Asturias y posee dimensiones reglamentarias para el juego de pelota.

### Antiguo "ayuntamiento" de La Secada
Otra edificación relevante es el llamado "ayuntamiento" de La Secada. Se trata de un edificio de planta rectangular y tres alturas que se encuentra al comienzo de la carretera a Villaviciosa. Se sabe que tras el estallido de la guerra civil española fue sede de un Comité Revolucionado formado por algunos vecinos. Después de varias décadas en estado ruinoso, a finales de los años ochenta sufrió una reforma irregular que provocó el derribo total de su fachada principal (de piedra y con escudos de armas), así como otras reformas parciales. Esta situación devino en la paralización de la nueva construcción manteniéndose desocupado desde entonces.

### Cuadra de La Casona de El Pedreru
En El Pedreru (Los Corros) se encuentra esta antiquísima construcción de mampostería, sillares de piedra, madera y teja árabe. Su planta rectangular se distribuye en alzado en dos pisos, ambos utilizados 
como cuadra y tenada respectivamente, con dos muros de cortafuego limitando el edificio, mientras que su cubierta, a dos aguas, posee un pronunciado alero de madera. El edificio debió ser vivienda por uno de sus lados ya que conserva la puerta central flanqueada por vanos rematados con molduras. Forma parte de la Casería de la "Familia Maojo", un complejo tradicional de casona, cuadra y panera.

### Hórreos y paneras
- Hórreo de "Carlitos" (La Quintana La Secá): sin restaurar, con corredor, pegollos de piedra y sin decoración.
- Hórreo de "Fonseca" (La Quintana La Secá): presidiendo la entrada de un pequeño patio privado y sin decoración, este hórreo ha sufrido múltiples transformaciones. Originalmente se trataba de una panera de madera, probablemente del siglo XVII, a la que a finales del siglo XIX o principios del siglo XX, se le suprimieron los seis pegollos de madera y se le sustituyeron por cuatro de hormigón convirtiéndola, de este modo, en un hórreo. De esta época data también la sustitución de sus paredes originales de madera por otras de ladrillo visto. A principios de los años noventa fue parcialmente restaurado rehaciendo nuevamente su techumbre y su corredor, reformando uno de los pegollos de hormigón y cubriendo las paredes de ladrillo con chapas de madera. También se llevó a cabo un saneamiento general de vigas y suelos.
- Panera de "El Xelán" (El Xelán): forma parte del conjunto rural tradicional conocido como la Casería de El Xelán.
- Panera de "Herederos" (El Pedreru): corredor parcial y decoración en puertas y bocateya (flores de agua).

### Molinos
- El Molín de Sanriella: junto a la presa del río Nora que le daba servicio, desapareció con las obras de la autovía a finales de la década de los noventa. Al sur de La Matuca, aún se conserva parte de la "moliñera" o canal que conducía el agua hasta el molino.
- El Molín de Valdoria: también destruido por las obras de la autovía, formaba un conjunto de casas, hórreo y presa. El ingenio fue trasladado y actualmente se encuentra en buen estado y funcionamiento en el Museo Etnográfico de Grandas de Salime.
- Molinucu de El Xelán: se encuentra situado en el Arroyo de La Reguerona, en la zona sur de la casería de El Xelan, junto a la Fuente de Barzaniella. Del molino se conservan algunos restos de piedra en el cauce del arroyo.

### Puentes
- Puente de Les Peñuques: en el extremo este de La Secada, bajando del barrio de La Casuca y en un ramal del camino que discurre en dirección al barrio de La Carretera, existe un puente románico, de sillería pétrea, que en la ruta del famoso Camino Real cruza las aguas del Arroyo Nuste. Actualmente, y tras las obras de ampliación de la factoría Muebles Ornia (2004-2007) yace sepultado por escombro y tierra.
- Puente de Moldano (N-634): sobre el río Nora, situado en la parte este de la parroquia. Hay dos puentes casi anexionados. El antiguo y el moderno que enlaza la parroquia de Feleches con la de Lieres.
- Puente de Moldano (FEVE): sobre el río Nora, construido a finales del siglo XIX en el año 1891 cuando se inaugura el ferrocarril Oviedo - Novalín - Infiesto.
- Puente de Rivalles (antigua AS-378): sobre el río Nora que servía de enlace entre Los Corros y Traspando. Con la modificación del trazado de la carretera AS-378, en la actualidad es utilizado solo como acceso a la Senda Peatonal de Los Corros a Pola de Siero.Vista general del Pontucu de Les Llamargues

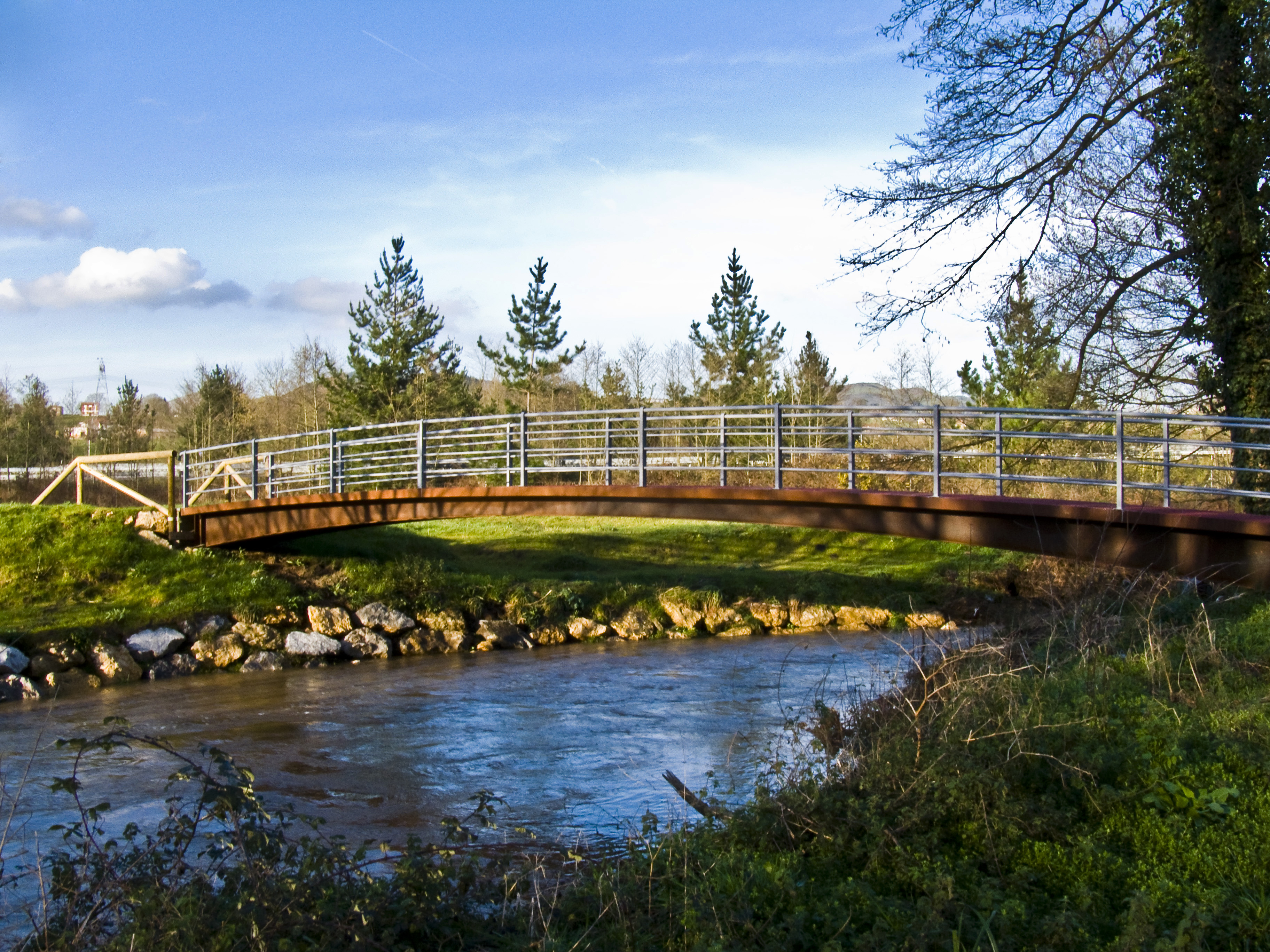
Vista general del Pontucu de Les Llamargues

- Puente de Rivalles (AS-249): sobre la vía de Ferrocarril y sobre la A-64, Sustituye al antiguo puente que comunicaba Los Corros con Traspando.
- Puente de La Vega (mina): actualmente destruido por las obras de la autovía este puente, de sillería de ladrillo macizo, comunicaba por vía férrea el lavadero de carbón de la Mina de La Vega con la línea de ferrocarril de FEVE.
- Puente de La Vega (antigua SI-10): actualmente en servicio permite el acceso a la senda Peatonal del río Nora.
- Puente de La Vega (SI-10): puente de nueva factura que salva la vía del ferrocarril, la autopista, la senda peatona y el río Nora.
- Puente de La Mata (AS-378): sobre el Arroyo Nuste, en el barrio de La Mata. Bajo este puente moderno aún se conserva el antiguo Puente de La Mata.
- Ponticu de la Ciruxana: situado en la parte suroeste de Novalín sobre el arroyo Nuste y bajo la actual vía de FEVE. Este pequeño puente de sillería pétrea fue construido originalmente en 1891 para dar servicio al ferrocarril de Oviedo-Infiesto que antiguamente seguía un trazado más sinuoso. Posteriormente, la vía se desplazó unos metros más al sur y este puente quedó relegado al paso del ganado y los carros a la zona de las Praderas del Matagüés. Durante muchos años cubierto por la maleza, actualmente permanece accesible y puede observarse un arco superior de hormigón que delata que la estructura original se perdió en algún antiguo derrumbe.
- Pontucu de Les Llamargues: en la Senda Peatonal del Río Nora da acceso a la una pequeña península que forma el cauce del río en la zona de Les Llamargues. Se compone de una gran viga metálica con una pasarela y barandillas también de metal. Substituyó a un antiguo y rudimentario puente de madera que los vecinos habían construido con un gran tronco para acceder a la zona de El Trave (Traspando).
- Pontucu de Les Llenderes:  en la Senda Peatonal del Río Nora. Une los prados de Les Llamargues y Les Llenderes.
- Pontucu de La Vega: en la Senda Peatonal del Río Nora. Une los prados de La Vega y Les Llenderes.

### Lavaderos
- Lavadero de La Ciruxana: ya desaparecido. Estaba situado en el sitio del mismo nombre en un remanso del arroyo Nuste frente al Pontucu de La Ciruxana.
- Lavadero de la Fuente de Marcos: en el barrio de Felechín. Parcialmente destruido conserva la estructura de ladrillo y catorce tablas de cemento.
- Lavadero de Nuste: este lavadero situado en la zona de Nuste, ha sido rehabilitado por el Ayuntamiento de Siero en los primeros años del siglo XXI identificándolo erróneamente como "Lavadero de La Quintana", sin embargo, el verdadero nombre es "Lavadero de Nuste" o "Lavadero del Río Nuste" que es como así siempre se denominó (incluso los mismos vecinos de La Quintana de Novalín así lo ratifican). Está situado en la margen occidental del "Arroyo de La Caleya", que es como se denomina en el tramo que va desde La Mata al Lavadero de Nuste. En la rehabilitación se substituyó el tejado de "uralita" y los muros de ladrillo por una techumbre de madera y teja a dos aguas y se mantuvieron las doce tablas de cemento por las que actualmente no circula el agua.
- Lavadero de El Pontón: antiguamente era un lavadero no cubierto formando por un grupo de piedras donde lavaban las mujeres de las aldeas cercanas. Actualmente han desaparecido las piedras de lavar.
- Lavadero de El Pingón: abandonado y cubierto por la vegetación. Se conservan los pilares de ladrillo pero ha desaparecido la techumbre.

## Movimiento asociativo y vecinal
La parroquia cuenta con una asociación de vecinos, Masvefel, constituida en 2012.

## Sociedades deportivas
- Unión Deportiva Feleches: equipo actualmente desaparecido muy activo en el concejo durante los años sesenta.
- Feleches Cuchicarros Racing Club: equipo de goitiberas formado en 2010 y anfitrión de la Carrera de Carrilanas de Feleches.

## Festividades
Las fiestas patronales de la parroquia de Feleches se celebran de viernes a lunes coincidiendo con la festividad del Corpus Christi (sesenta días después del Domingo de Resurrección), aproximadamente a principios de junio. Está organizada por la Sociedad de Festejos "Corpus Christi" y entre sus principales atractivos se encuentra la Carrera de Carrilanas de Feleches aunque también existen concursos de sidra natural casera y de elaboración de tortilla de patata, así como maratones de tute y parchís.

## Paisanos ilustres
- Fray Perfecto Canteli (1863-¿?): Religioso dominico y escritor.
- Honorio Díaz Díaz (1908-1993): Senador por Asturias entre 1979 y 1982.
- Claudio López Fernández "Pin" (1932-2004): Padre y profesor dominico.
- Camilo Montes Díaz (1953-): Filólogo asturiano y alcalde del concejo de Piloña desde 2007.